# Почаева, Любовь Дмитриевна
Любовь Дмитриевна Почаева (10 января 1941 — 12 июля 2014) — советская и российская театральная актриса, ведущая артистка Иркутского театра юного зрителя имени А. Вампилова, заслуженная артистка России (1999).

## Биография
Родилась в селе Лавинское Тульской области. В 1966 году после окончания Иркутского театрального училища начала работать в Иркутском театре юного зрителя.
Сыграла на его сцене десятки ролей — от Василисы до Бабы Яги в детских спектаклях и от Анны Австрийской в «Трёх мушкетёрах» (А. Дюма) до бабы Шуры («Любовь и голуби» В. Гуркина) и Миронихи («Последний срок» В. Распутина) в постановках для юношества.
Заслуженная артистка Российской Федерации (Указ Президента РФ от 30.07.1999 N 940).
Умерла после тяжелой болезни.